# Longjing-te
Longjing-te (龙井茶; lóngjǐngchá), 'drakkällans te', är ett grönt te från Kina. Longjingte anses vara en av de allra främsta tesorterna.

## Framställning
Teet odlas på sluttningarna vid Västra sjön i Hangzhou i provinsen Zhejiang i östra Kina där den "drakkälla" finns som givit teet dess namn. Det plockas och torkas mestadels för hand och har blivit känt för sin höga kvalité.
Longjing-te kan också avse te från andra orter som framställs med samma teplantor och teknik som originalet från Hangzhou.